# Amolops jinjiangensis
Amolops jinjiangensis és una espècie de granota que viu a la Xina i que està amenaçada d'extinció per la destrucció de l'hàbitat natural.